# フェルナンデスベニイタダキハチドリ
フェルナンデスベニイタダキハチドリ (Sephanoides fernandensis) は、鳥綱アマツバメ目（ヨタカ目とする説もあり）ハチドリ科ベニイタダキハチドリ属に分類される鳥類。

## 分布
チリ（ファン・フェルナンデス諸島）

## 形態
全長オス11.5 - 12センチメートル、メス10.5センチメートル。体重オス11グラム、メス7グラム。
オスは全身が橙色。メスは頭頂が濃青色、顔から背は緑。喉から腹部は白く、喉から体側にかけて黒い斑点が入る。

## 分類
以下の亜種の分類・分布は、IOC World Bird List (v10.1)に従う。
Sephanoides fernandensis fernandensis (King, 1831)
ロビンソン・クルーソー島
†Sephanoides fernandensis leyboldi (Gould, 1870）
Alejandro Selkirk島

## 生態
藪の多い庭園などの、薄暗い環境を好む。
主に花の蜜を食べるが、昆虫を食べることもある。晩夏にはDendroseris litoralisの花の蜜を食べる。Eucalyptus globulusなどの外来種の花の蜜も食べ、特に秋季から冬季では顕著。育雛期間中は、昆虫の割合が大きくなる。

## 人間との関係
16世紀後半からの森林伐採や木材採取・農地開発・畜産業などによる生息地の破壊、1930年代に人為的に移入されたウサギ類による植生の破壊などにより生息数は減少している。人為的に移入された植物による植生の変化も懸念されており、特にAristotelia chilensisやRubus ulmifolius・Ugni molinaeによる影響は顕著とされる。2010年にロビンソンクルーソー島を津波が襲ったことで、生息数が激減した。性比はオスに大きく偏っており、メスがベニイタダキハチドリSephanoides sephaniodesと食物や営巣場所を巡る競合によって影響を受けていることが示唆されている。Alejandro Selkirk島の個体群は1908年以降は確認例がなく、絶滅した。1987年にハチドリ科単位で、ワシントン条約附属書IIに掲載されている。ファン・フェルナンデス諸島は、1935年に国立公園に指定されている。2001 - 2002年における生息数は1,258羽、2011年における生息数は740羽（成鳥は490羽）と推定されている。